# Ternstroemia camelliifolia
Ternstroemia camelliifolia là một loài thực vật có hoa trong họ Pentaphylacaceae. Loài này được Linden & Planch. miêu tả khoa học đầu tiên năm 1863.